# زغبة سيشوانية
زغبة سيشوانية (الاسم العلمي: Chaetocauda sichuanensis) (بالإنجليزية: Sichuan Dormouse)‏ هي نوع من الحيوانات تتبع جنس الزغبة الصينية من فصيلة الزغبات.